# Azanasios Anguelu
Azanasios Anguelu (en griego Αθανάσιος Αγγέλου) es un bizantinista y profesor universitario griego, anterior decano de la Facultad de Filosofía de la Universidad de Yánina y gestor cultural de eventos relacionados con la promoción de la música y la literatura bizantinas y de Oriente Próximo.

## Biografía
Azanasios Anguelu nació en Atenas el 2 de octubre de 1951. Estudió en el prestigioso Athens College, institución bilingüe en la que se graduó en 1970. Posteriormente cursó los estudios de Filosofía y Filología Clásica en la Universidad de Yale, en Estados Unidos, donde obtuvo cum laude en su Bachelor of Arts (BA). De 1974 a 1975 recibió clases de filosofía en la Universidad de la Sorbona (París IV - Sorbonne) de manos de Ferdinand Alquié e Yvon Belaval. En 1975 dio un giro a su carrera para centrarse en los Estudios Bizantinos y en 1981 se convirtió en doctor por la Universidad de Londres tras haber realizado una tesis bajo la dirección del bizantinólogo británico Robert Browning sobre el tratado refutatorio de Nicolás de Metone en los Elementos de Teología del filósofo neoplatónico Proclo, una obra filosófica y teológica del siglo xii.
Durante los siguientes ocho años de su estancia en el Reino Unido impartió clases de Literatura Bizantina y Paleografía Griega en el Birkbeck, King's y Royal Holloway College, además de en el Instituto de Estudios Clásicos de la Universidad de Londres. En 1985 fundó junto a Julian Chrysostomides y a Joseph A. Munitiz el Seminario de Literatura Bizantina del Warburg Institute de la Universidad de Londres, el cual atrajo el interés de numerosos estudiantes e investigadores. En 1987, gracias a la iniciativa del profesor Jonathan Riley-Smith, de Julian Chrysostomides y de A. Anguelu, se fundó el programa de posgrado en Estudios Bizantinos del Royal Holloway College.
En 1989 regresó a Grecia para aceptar un puesto como profesor asociado en la rama de Filología Bizantina en la Universidad de Yánina. Desde 1995 ejerce su labor como profesor adjunto en la misma universidad. De 2005 a 2009 desempeñó actividades directivas y administrativas como director del Departamento de Filología, y de 2008 a 2013 como decano de la Facultad de Filosofía. 

### Actividad investigadora
Sus intereses científicos están centrados en la retórica bizantina y la historia de la literatura bizantina durante el periodo posterior. En su trabajo ha prestado especial interés a las obras de los historiadores Nicetas Joniatis y Juan Cantacuceno, con la investigación de cuestiones relativas a la estructura y articulación de sus obras. Entre otros objetos de estudio se ha ocupado de la personalidad y el pensamiento de Genadio Escolario, poniendo especial énfasis en la utilización del término heleno [en griego Έλλην] en su obra y en el papel que desempeña para el mismo la Caída de Constantinopla en 1453.

### Gestión cultural
También ha desarrollado una extensa actividad como gestor cultural. Como director de una serie de eventos que compaginan música, imagen y palabra, tiene como objetivo la proyección de Bizancio como fenómeno musical y literario emparentado con Oriente Próximo, además de como espacio geográfico. Ha colaborado con la agrupación musical En Chordais de Salónica, especialmente con Kiriácos Calaidsidi; con los actores Dimitris Catalifós, Lidía Coniordu, Cariofiliá Carambeti, Moni Ovadia y Alan Bates; con la cantante turca Melihat Gülses, la libanesa Ghada Shbeir y otros  músicos procedentes de Turquía, Líbano, Italia y Reino Unido en funciones en Londres, Bruselas, Venecia (en la Basílica de San Marcos), Atenas y Plovdiv. El concierto de música sacra que organizó en colaboración con el músico inglés Guy Protheroe en la catedral de San Pablo en Londres contó con la presencia del príncipe Carlos de Gales y fue comentado en el editorial del periódico londinense The Times. El evento cultural Memorie di Bisanzio [Recuerdos de Bizancio] que tuvo lugar en Venecia, así como la función Acusma Pangosmion que tuvo lugar en el Sala de Conciertos de Atenas en 2006 fueron cubiertos por la televisión nacional griega.

## Eventos culturales
- Byzantine Festival in London [Festival Bizantino de Londres] (junto a Guy Protheroe), catedral de San Pablo y The Hellenic Centre. Londres, 1998.
- Andijisis apó tin Bisandiní Anatolí [Ecos del Oriente Bizantino],[3] como parte del ciclo Σταυροδρόμια [Encrucijadas],  Sala de Conciertos de Atenas, 2000.
- Memorie di Bisanzio[4][5] [Recuerdos de Bizancio], Basílica de San Marco, Palazzo Querini Stampalia y Fundación Giorgio Cini. Venecia, 2001.
- Voix de Byzance [La Voz de Bizancio], Palais des Beaux-Arts. Bruselas, 2003.
- Acusma Pangosmion. I Poli ke i caz' imás Anatolí [Un Sonido Universal. Constantinopla y nuestro Oriente], Sala de Conciertos de Atenas, 2006.

## Publicaciones
- Nicholas of Methone, Refutation of Proclus’ Elements of Theology. A Critical Edition with an Introduction on Nicholas’ Life and works, Atenas/Leiden, Ακαδημία Αθηνών/E. J. Brill, 1984.
- Manuel Palaiologos, Dialogue with the Empress - Mother on Marriage. Introduction, Text and Translation, Viena, Verlag der Österreichischen Akademie der Wissenschaften, 1991.
- «Ο Γεννάδιος Σχολάριος και η Άλωση», en Η Άλωση της Πόλης ed. Ευάγγελος Χρυσός, 2a ed.  Atenas, Εκδόσεις Ακρίτα, 1994.
- «‘‘Who am I?’’ Scholarios’ answers and the Hellenic identity»,  en Φιλέλλην. Studies in honour of Robert Browning, Venecia, 1996, pp. 1-19.
- «Rhetoric and History: Τhe case of Nicetas Choniates», en History as Literature in Byzantium, ed. Ruth Macrides,  Farnham, Ashgate 2010, pp. 289-305.
- «Subversion and Duplicity in the Histories of John Kantakouzenos», en Power and Subversion in Byzantium, ed. Dimiter Angelov, Farnham, Ashgate 2013, pp. 263-279.
- «Word and Deed: Types of Narrative in Kantakouzenos’s Histories», en Pour une poétique de Byzance. Hommage à Vassilis Katsaros, ed. S. Efthymiadis,Charis Messis, P. Odorico, I. Polemis, Paris 2015, pp. 57-74.